# Dubioniscus delamarei
Dubioniscus delamarei är en kräftdjursart som beskrevs av Albert Vandel 1963. Dubioniscus delamarei ingår i släktet Dubioniscus och familjen Dubioniscidae. Inga underarter finns listade i Catalogue of Life.